# Magali Noël
Magali Noël (Izmir, 27 juni 1932 – Châteauneuf-Grasse, 23 juni 2015) was een Turks-Franse actrice en zangeres.
Magali Noël werd in 1932 geboren in Anatolië als Magali Noëlle Guiffray. Al in haar jeugd volgde ze ballet en vioolles. Op haar vijftiende nam ze toneellessen. Daarna acteerde ze in verschillende theaters. In 1950 maakte ze haar debuut op het witte doek met een bijrolletje in de film Demain nous divorçons. Het jaar daarop volgde haar eerste grote rol in de film Seul dans Paris [1951). Zij was tot op hoge leeftijd actief in de filmindustrie. Ze speelde in producties in Frankrijk, Italië, Duitsland, Groot-Brittannië en de Verenigde Staten.
Ze overleed vlak voor haar 83e verjaardag.

## Filmografie (selectie)
- 1950 - Demain nous divorçons (Louis Cuny)
- 1951 - Seul dans Paris (Hervé Bromberger)
- 1954 - Mourez, nous ferons le reste (Christian Stengel)
- 1954 - Le Fils de Caroline Chérie (Jean Devaivre)
- 1955 - Razzia sur la chnouf (Henri Decoin)
- 1955 - Du rififi chez les hommes (Jules Dassin)
- 1955 - Les Grandes Manœuvres (René Clair)
- 1956 - Elena et les Hommes (Jean Renoir)
- 1957 - Assassins et Voleurs (Sacha Guitry)
- 1959 - La dolce vita (Federico Fellini)
- 1960 - Boulevard (Julien Duvivier)
- 1961 - La ragazza in vetrina (Luciano Emmer)
- 1963 - Totò e Cleopatra (Fernando Cerchio)
- 1968 - L'Astragale (Guy Casaril)
- 1969 - Z (Costa-Gavras)
- 1969 - Satyricon (Federico Fellini)
- 1970 - The Man Who Had Power Over Women (John Krish)
- 1973 - Amarcord (Federico Fellini)
- 1978 - Les Rendez-vous d'Anna (Chantal Akerman)
- 1983 - La Mort de Mario Ricci (Claude Goretta)
- 1985 - Diesel (Robert Kramer)
- 1989 - La Nuit de l'éclusier (Franck Rickenbach)
- 2000 - La Fidélité (Andrzej Zulawski)